# Anime Music Video

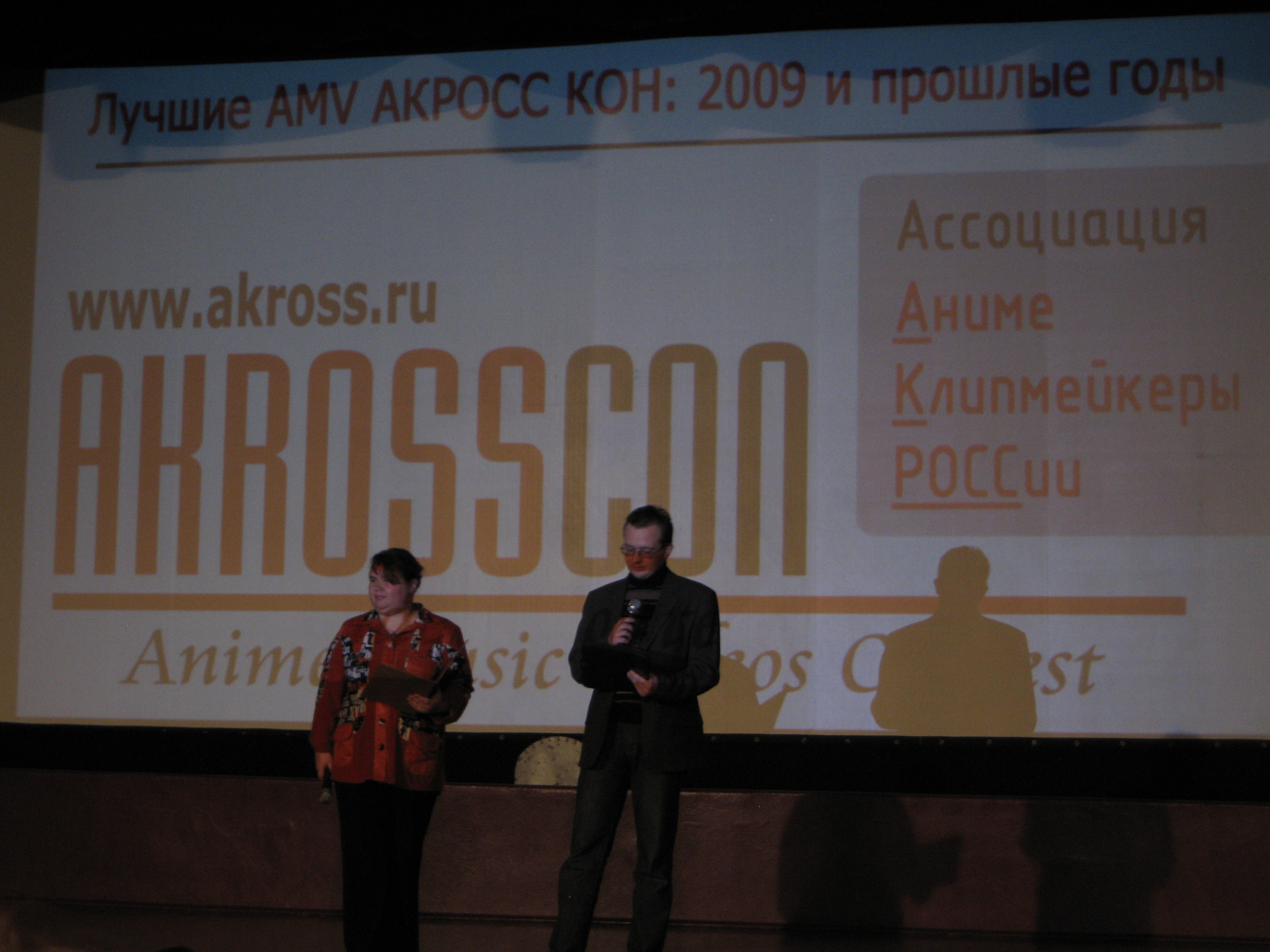
AKROSS Con Screening (2009)

Een anime music video (AMV), in wasei-eigo ook gekend als MAD (music anime douga), is een door fans gemaakte videoclip. Ze bestaan uit beelden van Japanse anime waarop geluidsfragmenten zoals populaire liedjes zijn geplaatst. Desondanks dat de term specifiek op anime slaat, komt het gebruik van Amerikaanse tekenfilms of computerspel beelden ook voor. AMV's zijn geen officiële videoclips. Ze hebben geen band met de oorspronkelijke auteur van de gebruikte beelden of geluidsfragmenten. Het zijn fancomposities. Populaire internet sites om AMV's te delen zijn YouTube en AnimeMusicVideos.org. Animeconventies organiseren vaak AMV wedstrijden.
De eerste anime music video werd gemaakt in 1982 door de 21-jaar oude Jim Kaposztas. Kaposztas verbond twee videorecorders. Zo combineerde hij de meest gewelddadige scènes uit de anime Star Blazers met het nummer All You Need Is Love van The Beatles. Op deze manier maakte hij een komische film.

## Populariteit
John Oppliger van AnimeNation stelt dat AMV's vooral populair zijn bij een westers publiek, maar niet in Japan zelf. Hier zijn twee mogelijke redenen voor. Ten eerste hebben westerse fans vaak een meer visuele ervaring bij het bekijken van anime omdat zij vaak de Japanse taal niet machtig zijn. Hierdoor laat de animatie een sterkere indruk na dan bij Japanse fans. Ten tweede worden westerse fans vaak sociaal onder druk gezet om animatie en stripverhalen achter zich te laten eens zij volwassen worden. Japanse fans daarentegen groeien op met animatie als een constant gegeven. Hierdoor zouden westerse fans meer intensief omgaan met anime dan Japanse fans.

## Legaliteit
De Japanse cultuur is doorgaans mild voor mensen die intellectueel bezit hergebruiken voor hun eigen doeleinden. Zo wordt het tekenen van doujinshi's bijvoorbeeld vaak actief aangemoedigd door mangaka en animestudio's. Sommigen zien dit als een fijne manier om hun reeks verder te laten uitbreiden. Anderen zien het als een huldebetuiging voor hun werk. Ook wordt het gezien als een positieve manier om meer fans aan te trekken, wat de verkoopcijfers van een reeks ten goede komt. Sommige mangaka tekenen hun eigen doujinshi. Een bekend voorbeeld is Maki Murakami's "circle" Crocodile Ave via dewelke zij doujinshi's tekent van haar eigen manga Gravitation.
Amerikaanse animeverdelers lijken een gelijkaardige visie te hebben op AMV's. Entertainment copyright specialist Evan Flournay stelt dat AMV's vaak gezien worden als een soort van gratis reclame voor het product dat de verdelers verkopen.
Sinds midden 2000 komen er steeds meer vragen van de platenindustrie om AMV's te verwijderen van websites zoals YouTube. Een bekend voorbeeld vond plaats in november 2005, toen AnimeMusicVideos.org werd gecontacteerd door Wind-up Records met de vraag om alle inhoud die muziek bevatte van de bands Creed, Evanescence en Seether te verwijderen.
Hoewel muzieklabels doorgaans een negatief beeld hebben van AMV's, geldt dit niet altijd voor de muzikanten die onder hun label werken. Artiesten als Trey Gunn en Mae hadden in het verleden bijvoorbeeld positieve contacten met AMV makers die hun muziek gebruikten. Het Japanse electronic duo Boom Boom Satellites organiseerde in januari 2008 zelfs een AMV wedstrijd in samenwerking met de website AMVJ Remix Sessions. De winnende video werd gebruikt tijdens hun volgende tour. In november van datzelfde jaar volgde een tweede soortgelijke wedstrijd van hun hand.